# Stanisław Różewicki
Stanisław Różewicki (ur. 12 listopada 1931 w Łąsku Wielkim) – polski ginekolog położnik, profesor nauk medycznych

## Życiorys
Stanisław Różewicki urodził się w rodzinie Józefa i Zdzisławy. W 1958 ukończył studia na Wydziale Lekarskim Pomorskiej Akademii Medycznej, po czym został zatrudniony w uczelnianych klinikach ginekologii i położnictwa. Tytuł specjalisty w zakresie położnictwa i ginekologii uzyskał w 1965 i w tym samym roku otrzymał stopień doktora po obronie dysertacji Histogeneza doświadczalnych guzów jajnika w świetle badań morfologicznych i histochemicznych. Badania morfologiczne, histochemiczne i histofotometryczne jajnika ze szczególnym uwzględnieniem kwaśnych mukopolisacharydów istoty podstawowej tkanki łącznej. W 1973 uzyskał habilitację z zakresu ginekologii na podstawie monografii Kwasy nukleinowe błony śluzowej trzonu macicy kobiet w przebiegu cyklu miesiączkowego indukowanego doustnymi środkami antykoncepcyjnymi. W 1974 tworzył od podstaw Klinikę Ginekologii w ramach Instytutu Położnictwa i Ginekologii, którego był dyrektorem w latach 1985–1995. W 1990 uzyskał tytuł profesora nadzwyczajnego, a trzy lata później – profesora zwyczajnego. W okresie 1979–1981 oraz w 1987 sprawował funkcję prorektora ds. klinicznych Pomorskiej Akademii Medycznej, a w latach 80. zasiadał w senacie uczelni. 
Działał społecznie, będąc wojewódzkim specjalistą ds. położnictwa i ginekologii (1975–1983) oraz członkiem Krajowego Zespołu Specjalistycznego w Dziedzinie Położnictwa i Ginekologii (1983–1992). Od lat 60. należy do Polskiego Towarzystwa Ginekologicznego, którego w latach 1997–2000 był prezesem. W czerwcu 1990 został wybrany radnym Szczecina z listy SdRP Alternatywa’90. Od 1994 zasiadał w Wojewódzkim Zespole ds. Reformy Służby Zdrowia. Obecnie prowadzi prywatny gabinet ginekologiczno-położniczy. 
Zajmuje się naukowo endokrynologią ginekologiczną, niepłodnością oraz profilaktyką onkologiczną narządów układu rozrodczego i sutka. 

## Wybrane publikacje
- Histogeneza doświadczalnych guzów jajnika szczurów w świetle badań morfologicznych i histochemicznych, Państwowy Zakład Wydawnictw Lekarskich, Szczecin 1967 (wsp. Bogdan Pohnke)
- Kwasy nukleinowe komórek błony śluzowej tronu macicy kobiet w przebiegu cyklu miesiączkowego indukowanego doustnymi środkami antykoncepcyjnymi. PZWL Warszawa 1973

## Wybrane odznaczenia[1]
- Krzyż Oficerski Orderu Odrodzenia Polski
- Krzyż Kawalerski Orderu Odrodzenia Polski
- Złoty Krzyż Zasługi
- Odznaka Gryfa Pomorskiego